# Корпусний Пост (станція)
Корпусний Пост — вузлова вантажна залізнична станція «Путилівської залізниці» Санкт-Петербурзького залізничного вузла. Є частиною залізничної розв'язки цієї лінії з Балтійським напрямком Жовтневої залізниці і паралельним йому з'єднанням з «південною портової лінією» через прилеглу станцію Нарвська. Раніше також була частиною розв'язки з Варшавським напрямком, який на початку XXI століття було ліквідовано.
Станція відкрита в 1889 році.
На станції 2 колії, від яких відходять сполучні лінії до станцій Нарвська та Бронева. До 2005 р колії над станцією перетинав пішохідний міст. Він був знесений в 2005 році при будівництві швидкісного автомобільного Митрофаньєвського шляхопроводу, відкритого в 2007 році. Також при будівництві шляхопроводу було знесено і адміністративну будівлю станції Корпусний Пост, що мала вигляд двоповерхової цегляної вежі.. 
У східному напрямку колії станції по залізничному мосту над Московським проспектом переходять в колії станції Квіткова. У західному напрямку Путилівська залізниця прямує до станції Новий Порт по мостам над вул. Маршала Говорова та проспектом Стачки.